# Louis Lortie
Louis Lortie (* 27. April 1959 in Montreal) ist ein französisch-kanadischer Pianist.

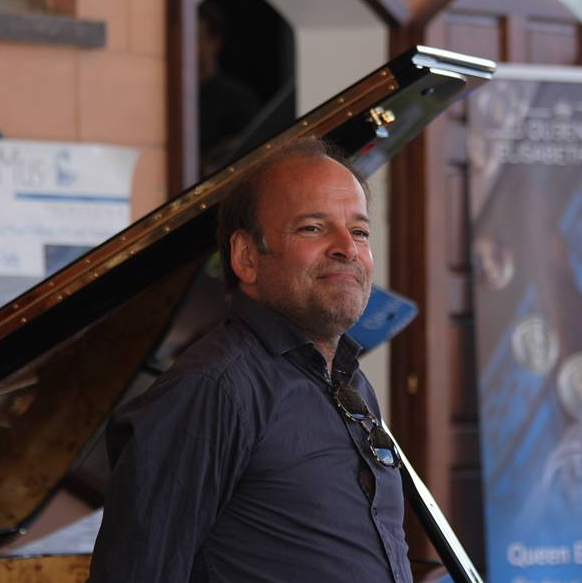
Lous Lortie

## Leben und Wirken
Louis Lortie erhielt im Alter von sieben Jahren ersten Klavierunterricht und studierte bei Yvonne Hubert in Montreal, Dieter Weber in Wien und Leon Fleisher. 1984 gewann er den ersten Preis beim Internationalen Klavierwettbewerb Ferruccio Busoni sowie den Leeds International Piano Competition.
Lortie konzertiert weltweit mit Orchestern wie dem London Symphony Orchestra, dem Concertgebouw-Orchester, dem Orchestre National de France, dem Deutschen Symphonie-Orchester Berlin, dem BBC Symphony Orchestra, dem Orchestre National de France und der Dresdner Philharmonie, mit dem Philadelphia Orchestra, dem Dallas Symphony Orchestra, dem Shanghai Symphony, dem Hong Kong Philharmonic Orchestra, dem Adelaide Symphony Orchestra, dem Sydney Symphony Orchestra, dem Toronto Symphony Orchestra und dem Orchestre symphonique de Montréal.
Dabei arbeitete er mit zahlreichen bedeutenden Dirigenten wie Yannick Nézet-Séguin, Edward Gardner, Andrew Davis, Jaap Van Zweden  und Simone Young und trat in großen Konzertsälen auf wie der Carnegie Hall, der Wigmore Hall, der Berliner Philharmonie.
Er ist Mitbegründer und künstlerischer Leiter des LacMus Festivals am Comer See und ist Master in Residence der Queen Elisabeth Music Chapel in Waterloo.
Sein Repertoire umfasst Werke verschiedener Epochen von der Klassik bis zur Neuen Musik. Beim Label Chandos Records wurden mehr als 45 Einspielungen veröffentlicht, darunter ein vollständiger Zyklus der Klavier-Sonaten von Ludwig van Beethoven. Die Einspielung von Liszts Années de Pèlerinage wurde vom Magazin The New Yorker als eine der zehn besten Aufnahmen des Jahres 2012 ausgezeichnet. Für seine CD-Aufnahme der Eroica-Variationen von Beethoven gewann er den Edison Award. Zu seinen Aufnahmen zählen auch beide Versionen des Klavierkonzerts von Vaughan Williams; die Originalversion mit dem Toronto Symphony Orchestra unter der Leitung von Peter Oundjian sowie die überarbeitete Version des Komponisten für zwei Klaviere mit seiner Duo-Partnerin Hélène Mercier und dem Philharmonischen Orchester Bergen unter der Leitung von Sir Andrew Davies.

## Diskografie (Auswahl)
- Chopin: The Complete Etudes. Chandos, 1986
- Gershwin: Rhapsody in Blue. Dekka, 1989
- Ravel. Piano Music Vol. 1. Chandos, 1989
- Ravel. Piano Music Vol. 2. Chandos, 1989
- Ludwig van Beethoven: Eroica-Variationen op.35. Chandos, 1990
- Ravel: Complete Solo Piano Works. Chandos, 1994
- Mendelssohn: Piano Concertos 1 & 2. Orchestre Symphonique de Québec. Atma Classique, 2009
- Louis Lortie plays Liszt. The complete Années de Pèlerinage. Chandos, 2011
- Lutosławski: Orchestral Works 2. BBC Orchestra, Edward Gardner. Chandos, 2012
- Louis Lortie plays Beethoven. Complete Piano Sonatas. Chandos

- Rachmaninoff: Piano Duetts. Mit Hélène Mercier. Chandos, 2014
- Vaughan Williams: Sinfonía Antartica, Concerto For Two Pianos And Orchestra, Four Last Songs. Louis Lortie, Hélène Mercier (Klavier), Philharmonisches Orchester Bergen, Andrew Davis. Chandos, 2017
- Vaughan Williams: Piano Concerto, Oboe Concerto, Serenade To Music, Flos Campi. Toronto Symphony Orchestra,  Peter Oundjian. Chandos, 2018